# Чомети
Чомети (груз. ჩომეთი) — село в Грузии, на территории Чохатаурского муниципалитета края (мхаре) Гурия.

## География
Село находится в западной части Грузии, к югу от реки Хевисцкали, на расстоянии приблизительно 8 километров (по прямой) к востоко-северо-востоку от посёлка городского типа Чохатаури, административного центра муниципалитета. Абсолютная высота — 220 метров над уровнем моря.

## Население
По результатам официальной переписи населения 2014 года, в Чомети проживало 174 человека (92 мужчины и 82 женщины). В национальной структуре населения грузины составляли 100 %.
| Год  | Население, человек |
| ---- | ------------------ |
| 2002 | 336                |
| 2014 | ↘ 174              |